# Landesbühne (Lenz)
Landesbühne ist eine Novelle von Siegfried Lenz, die 2009 im Verlag Hoffmann und Campe erschien.

## Handlung
Im Gefängnis von Isenbüttel soll eine Theatervorstellung für die Gefangenen stattfinden. Die Zellengenossen Hannes und Clemens beobachten vom Fenster aus, wie dazu das Ensemble der Landesbühne mit einem Bus anreist. Später, in der Pause der Vorstellung, brechen einige Gefangene, darunter auch Clemens und Hannes, mit dem Bus aus. Der Pförtner hält sie für die Schauspieler und lässt sie passieren. Im benachbarten Grünau wird gerade das Nelkenfest gefeiert, und auch dort hält man die Ausbrecher für Schauspieler und freut sich, dass die Landesbühne extra wegen ihres Stadtfestes angereist ist. Hannes, der von den anderen Gefangenen als Anführer anerkannt wird, beschließt, zunächst in der Stadt zu bleiben.
Der Bürgermeister der Stadt möchte die entstehenden Kontakte zur vermeintlichen Landesbühne nutzen, um seine Kleinstadt zu einem kulturellen Zentrum zu machen: Hannes soll ein Heimatmuseum zusammenstellen, während Clemens, ein früherer Germanistikprofessor, Vorträge halten und eine Volkshochschule aufbauen soll. Diese Aktivitäten werden durch die Zeitung über den Ort hinaus bekannt, und bei einem Vortrag von Clemens taucht auch der Gefängnisdirektor auf. Er macht aber keine Anstalten, die Ausbrecher wieder festzunehmen, sondern verabschiedet sich bei Clemens nur mit der Andeutung, man werde sich wiedersehen.
Später beschließen die Ausbrecher, ohne Ankündigung nachts aus der Stadt wegzufahren und nach Dänemark zu fliehen. Ihr Aufbruch wird jedoch bemerkt und man kündigt ihnen an, diejenigen unter ihnen, die sich besonders um die Stadt verdient gemacht haben, mit Orden auszuzeichnen. Am darauffolgenden Freitag findet die Ordensverleihung statt, und die Ausbrecher werden direkt von der Bühne durch ein Spalier Polizisten zum Bus geleitet und wieder ins Gefängnis zurückgebracht.
Hannes, der schon zwei andere Ausbruchsversuche hinter sich hat, ist sehr betrübt und apathisch. Ein anderer Gefangener in der Nachbarzelle erhängt sich. Bald darauf kommt die Landesbühne wieder zu einem Gastspiel im Gefängnis. Es soll Samuel Becketts Warten auf Godot gespielt. Die Szene, in der Wladimir und Estragon überlegen, sich am Baum zu erhängen, kann Hannes nicht aushalten und verlässt den Saal. Clemens folgt ihm, beruhigt ihn und bringt ihn in den Saal zurück.
Hannes plant mit zwei anderen Gefangenen einen weiteren Ausbruchsversuch bei der Gartenarbeit, wovon er auch Clemens erzählt. Die beiden anderen führen den Plan auch aus, Clemens jedoch kehrt von der Gartenarbeit zurück und gesteht seinem Freund und Zellengenossen, dass er ihn für die zwei Jahre, die beide noch abzusitzen haben, nicht allein lassen wollte.

## Stil und Erzählweise
Clemens ist der Ich-Erzähler der Geschichte. Seinen Namen erfahren die Leser erst relativ spät, da Hannes ihn immer mit
„Professor“ anspricht.
Die Gefangenen wirken ausgesprochen harmlos und die Beziehungen zwischen Gefangenen, Wärtern und dem Direktor sehr respektvoll, beinahe freundschaftlich. Der Ausbruchsversuch erscheint zunächst sehr einfach und reibungslos. Die Harmlosigkeit der Handlung kippt aber im Moment der Festnahme: Aus Clemens’ Beobachtungen kann der Leser erahnen, dass der Ausbruchsversuch von Anfang an zum Scheitern verurteilt war und der Gefängnisdirektor den Ausbrechern nur ein paar Tage Spaß gönnen wollte, bevor er sie wieder festnehmen lässt. Der Bezug zu Warten auf Godot deutet an, dass es auch für Hannes und Clemens kein Entrinnen gibt und sie sich nur aneinander festhalten können.